# Manoir de Kumpula
Le Manoir de Kumpula (finnois : Kumpulan kartano, suédois : Gumtäkt gård) est un bâtiment historique situé dans le quartier de Kumpula à Helsinki. 

## Description
Le Manoir de Kumpula construite en 1841 fait maintenant partie de la Faculté des sciences de l'Université d'Helsinki. 
Le parc du manoir est maintenant une composante du Jardin botanique de l'université d'Helsinki qui est ouvert au public durant la saison estivale.